# Hans Edler (Musiker)
Hans Edler (* 23. März 1945 in Stockholm) ist ein schwedischer Musiker.

## Karriere
Edler begann seine musikalische Karriere in den 60ern bei den Ghostriders und bei WE4, die Musik im Stil des Gitarrenrocks der Shadows und Ventures machten. Anfang 1970 gehörte er zu den Pionieren der elektronischen Popmusik in Schweden und mit seinem selbstproduzierten Album Elektron Kukéso (1971) erreichte er auch über Schweden hinaus Bekanntheit, auch wenn der große kommerzielle Erfolg ausblieb. Es folgten die Spökhistorier (1972), wo Schauspieler Stig Järrel Spukgeschichten untermalt von Edlers elektronischer Musik liest.
In den folgenden Jahren verlegte er sich auf das Covern von Hitparadensongs und veröffentlichte eine Albumserie mit dem Titel Jukebox Graffiti. Das zweite Album brachte es 1978 sogar bis in die schwedischen Charts. Daneben widmete er sich der Disco-Musik und so entstand ein eigenes Space-Disco-Album mit dem Titel Space Vision (1979) sowie ein Disco-Coveralbum (Disco-Time, 1979). 
In den 80er Jahren war Edler als Produzent für andere Musiker und für das schwedische Fernsehen tätig und komponierte unter anderem auch Chormusik.
Später kehrte er wieder zu seinen musikalischen Wurzeln zurück und machte sich einen Namen als 60er-Jahre-Revivalmusiker. Seinen größten Erfolg hatte er 2009 mit Remember the Sixties. Als Gitarrist und Sänger mit Orchesterbegleitung erreichte er mit dem Album im 60er-Jahre-Stil Platz 8 der Albumcharts. Daraufhin veröffentlichte Edler im folgenden Jahr den Song Black Fender als Single. Das Lied war 2006 im Rahmen seiner Hans-Edler-meets-Ricky-Nelson-Tour entstanden und hatte sich zu einem Konzerthöhepunkt und einer regelmäßigen Zugabe entwickelt. Black Fender war so populär, dass es nach Veröffentlichung auf Platz 1 der schwedischen Singlecharts einstieg.

## Diskografie
- Elektron Kukéso (1971)
- Spökhistorier (mit Stig Järrel, 1972)
- Jukebox Graffiti (Albumserie mit Coverversionen)
- Space Vision (1979)
- Disco-Time (1979, Album diverser Musiker mit zwei Beiträgen Edlers)
- Elektron Kukéso (2004, CD-Veröffentlichung mit zusätzlichen Titeln)
- 40-Års Jubileum (Best-of, 2004)
- The Remember Concert (2007)
- Remember the Sixties (2009)